# Guaram I. od Iberije
Guaram I. od Iberije (gruz. გუარამ I) bio je gruzijski knez, koji je postao nasljedni vladar Iberije i istočnorimski kuropalat od 588. do oko 590. godine. Tradicionalno se smatra osobom identičnom Gurgenu kojeg spominje bizantski ljetopisac Teofan.
Guaram je bio sin kneza Levana, mlađeg sina iberijskog kralja Vahtanga I. Gorgasalija i bizantske plemkinje Helene. Bio je član mlađe, nekraljevske grane dinastije Hosroida, koja se naziva Guaramidi, a koja je pod svojom vlašću imala jugozapadna područja Klardžetije i Džavahetije. Kad je 572. godine izbio rat između Bizanta i Perzije, Guaram je bio saveznik armenskom knezu Vardanu III. Mamikonianu, koji je podigao ustanak protiv perzijske vlade. Perzijanci su ugušili ustanak i Guaram se sklonio u Carigrad. Ondje je ostao sve dok se Iberijci ponovno nisu pobunili i zatražili od cara Mauricija da im pošalje iberijskog vladara. On je to učinio, poslavši Guarama, koji je svoje sjedište pronašao u samostanu Mcheta. Guaramova kratka vladavina zabilježena je zbog kovanja vlastitog novca, a pripisuje mu se i osnivanje samostana Džvari. Naslijedio ga je sin Stjepan I.
Guaram I. bio je prvi gruzijski vladar koji je poduzeo neobičan korak izdavanja kovanica po uzoru na srebrne sasanidske drahme. Ovi novčići, koji se nazivaju "iberijsko-sasanidskim", imaju inicijale GN, tj. Gurgen. Stoga se čini da je "Guaram" (zabilježen u Gruzijskim kronikama) naziv namijenjen domaćoj upotrebi; dok je "Gurgen" bilo službeno ime ovog vladara koji se koristio za vanjske odnose i nalazio se na kovanicama i u stranim izvorima.